# Бюжо, Женевьев
Женевье́в Бюжо́ (фр. Geneviève Bujold [ʒənˈvjɛv byˈʒo]; родилась 1 июля 1942 года) — канадская актриса, лауреат премий «Золотой глобус» и «Джини», номинантка премии «Оскар» в категории «Лучшая женская роль».

## Биография
Женевьев Бюжо родилась в семье франкоканадских рабочих. Её отец был водителем автобуса. Родители Бюжо были убеждёнными католиками, и образование девочка получала в монастырской школе. Для того, чтобы иметь возможность посещать отделение драмы в Квебекской консерватории, была вынуждена подрабатывать билетёршей в монреальском кинотеатре.
С 1962 года играла в театре, затем на радио и телевидении, одновременно дебютировала в кино. Её прорывом стала роль в фильме Алена Рене «Война окончена», где её партнёром выступил Ив Монтан. Снискав успех, Бюжо переехала во Францию, где работала с такими режиссёрами, как Филипп де Брока и Луи Маль.
Вернувшись в конце 1960-х гг. в Канаду, актриса вышла замуж за режиссёра Пола Элмонда, впоследствии снявшись в нескольких его картинах, однако в 1973 году пара рассталась.
Наиболее известной актёрской работой Женевьевы Бюжо стала роль королевы Анны Болейн в историческом фильме Чарльза Джерротта «Тысяча дней Анны», за которую она получила несколько наград, а также номинацию на премию «Оскар».
В настоящее время Бюжо живёт в Малибу, Калифорния. Она продолжает карьеру в кино, отдавая предпочтение ролям в малобюджетных постановках.

## Избранная фильмография
| Год  |   | Русское название                        | Оригинальное название                 | Роль                      |
| ---- | - | --------------------------------------- | ------------------------------------- | ------------------------- |
| 1964 | ф | Женевьев                                | Geneviève                             | Женевьев                  |
| 1966 | ф | Цветущий возраст, или Девушки-подростки | La fleur de l’age ou Les adolescentes | Женевьев                  |
| 1966 | ф | Война окончена                          | La guerre est finie                   | Надин                     |
| 1967 | ф | Между морем и пресной водой             | Entre la mer et leau douce            | Женевьев                  |
| 1966 | ф | Король сердец                           | Le Roi de Cœur                        | Кокеликот                 |
| 1967 | ф | Вор                                     | Le Voleur                             | Шарлотта                  |
| 1969 | ф | Тысяча дней Анны                        | Anne Of The Thousand Days             | Анна Болейн               |
| 1970 | ф | Исходит из сердца                       | Act of the Heart                      | Марта Хэйс                |
| 1971 | ф | Троянки                                 | The Trojan Women                      | Кассандра                 |
| 1973 | ф | Камураска                               | Kamouraska                            | Элизабет                  |
| 1974 | ф | Землетрясение                           | Earthquake                            | Дениз Маршалл             |
| 1975 | ф | Наваждение                              | Obsession                             | Элизабет / Сандра         |
| 1975 | ф | Неисправимый                            | L'incorrigible                        | Мари-Шарлотта             |
| 1976 | ф | Головорез                               | Swashbuckler                          | Джейн Барнет              |
| 1978 | ф | Кома                                    | Coma                                  | Сьюзанн                   |
| 1979 | ф | Убийство по приказу                     | Murder By Decree                      | Энни Крук                 |
| 1980 | ф | Последнее задание                       | Final assignment                      | Николь Томпсон, журналист |
| 1984 | ф | Идущий по канату                        | Tightrope                             | Бэрил                     |
| 1984 | ф | Выбери меня                             | Choose Me                             | Нэнси                     |
| 1985 | ф | Умопомрачение                           | Trouble In Mind                       | Ванда                     |
| 1988 | ф | Модернисты                              | The Moderns                           | Либби Валентайн           |
| 1988 | ф | Связанные насмерть                      | Dead ringers                          | Клэр Ниво                 |
| 1990 | ф | Под чужим именем                        | False Identity                        | Рэйчел Ру                 |
| 1991 | ф | Жизнь продолжается                      | The Dance Goes On                     |                           |
| 1992 | ф | О, что за ночь                          | Oh, what a night                      | Ева                       |
| 1994 | ф | Моя подружка Макс                       | Mon Amie Max                          | Мари-Александрина         |
| 1996 | ф | Приключения Пиноккио                    | The Adventures of Pinocchio           | Леона                     |
| 1997 | ф | Дом, где говорят "да"                   | The House of Yes                      | миссис Паскаль            |
| 1999 | ф | Свидетель                               | Eye of the Beholder                   | Жанна                     |
| 2002 | ф | Хаос и желание                          | La turbulence des fluides             | Колетт Ласалль            |
| 2005 | ф | Щелкни пальцем только раз...            | Mon petit doigt m'a dit...            | Роуз                      |
| 2003 | ф | В поисках дома                          | Finding Home                          | Кейти                     |
| 2009 | ф | Троцкий                                 | The Trotsky                           | Дениз Аршамбо             |

## Награды и номинации
Всего в активе актрисы тринадцать наград и семь номинаций, их полный перечень представлен на сайте IMDB.
| Награды и номинации | Награды и номинации                         | Награды и номинации                                    | Награды и номинации                 | Награды и номинации |
| Год                 | Награда                                     | Категория                                              | Фильм/Телесериал                    | Результат           |
| ------------------- | ------------------------------------------- | ------------------------------------------------------ | ----------------------------------- | ------------------- |
| 1968                | Эмми                                        | Лучшее исполнение женской роли в драматическом сериале | «Зал славы Hallmark»                | Номинация           |
| 1968                | Canadian Film Award                         | Лучшая актриса                                         | «Israel»                            | Победа              |
| 1970                | Оскар                                       | Лучшая женская роль                                    | «Тысяча дней Анны»                  | Номинация           |
| 1970                | Золотой Глобус                              | Лучшая актриса в драматическом фильме                  | «Тысяча дней Анны»                  | Победа              |
| 1970                | Sant Jordi Awards                           | Лучшая актриса в иностранном фильме                    | «Тысяча дней Анны»                  | Победа              |
| 1970                | Canadian Film Award                         | Лучшая актриса                                         | «Исходит из сердца»                 | Победа              |
| 1973                | Canadian Film Award                         | Лучшая актриса                                         | «Камураска»                         | Победа              |
| 1979                | Сатурн                                      | Лучшая женская роль                                    | «Кома»                              | Номинация           |
| 1980                | Genie Award                                 | Лучшая актриса второго плана                           | «Sherlock Holmes and Saucy Jack»    | Победа              |
| 1981                | Genie Award                                 | Лучшая актриса                                         | «Последнее задание»                 | Номинация           |
| 1988                | Los Angeles Film Critics Association Awards | Лучшая актриса второго плана                           | «Связанные насмерть» и «Модернисты» | Победа              |
| 1989                | Genie Award                                 | Лучшая актриса                                         | «Связанные насмерть»                | Номинация           |
| 1994                | Genie Award                                 | Лучшая актриса                                         | «Моя подружка Макс»                 | Номинация           |
| 1999                | Genie Award                                 | Лучшая актриса второго плана                           | «Last Night»                        | Номинация           |
| 2003                | Queens Film Festival                        | «За достижения в кинематографе»                        |                                     | Победа              |
| 2003                | Monaco International Film Festival          | Лучшая актриса                                         | «В поисках дома»                    | Победа              |
| 2004                | Los Angeles Silver Lake Film Festival       | Лучшая роль в художественном фильме                    | «В поисках дома»                    | Победа              |